# Stenolis pulverea
Stenolis pulverea är en skalbaggsart som först beskrevs av Bates 1881.  Stenolis pulverea ingår i släktet Stenolis och familjen långhorningar.
Artens utbredningsområde är:
- Costa Rica.
- Honduras.

Inga underarter finns listade i Catalogue of Life.